# 帕尼翁戰役
帕尼翁戰役或譯巴尼亞戰役（Battle of Panion 或 Battle of Panium），發生在前200年，是塞琉古帝國與托勒密王國在第五次敘利亞戰爭的一場重要戰役，最後以塞琉古安條克三世獲勝。托勒密王國失去柯里敘利亞、腓尼基和巴勒斯坦等地。

## 背景
隨著安條克三世從東方遠征歸來，帝國名義上再度與印度比鄰。於是安條克接下來想把矛頭轉向統治不穩定的小亞細亞的帝國疆土上，然而埃及托勒密四世於前204年的逝世打亂安條克的計畫。雖然塞琉古帝國與托勒密王國在第四次敘利亞戰爭後簽訂和平協定，然而希臘化時代大部分的條約僅限簽訂者在世才有效，只要其中一方過世條約隨即作廢。因為托勒密王國王位繼承人托勒密五世只是一個五歲小孩子，王國重臣索西比烏斯和阿加托克利斯認知到托勒密四世的死訊必定會引來安條克三世攻擊，立即展開一連串備戰措施。
攝政政府首先封鎖國王死訊來爭取時間，但在前203年此事終被公開。緊接著攝政政府派遣三位外交大使前往塞琉古帝國和馬其頓王國以及羅馬共和國，前兩位大使分別要求安條克三世繼續遵守和約和願以聯姻來與馬其頓同盟，但都遭到失敗。而派往羅馬的大使本要路經希臘本土前往羅馬，但這位大使考慮到羅馬現在主要防備漢尼拔而可能拒絕提議，於是停留在希臘當地與希臘其他勢力的搞好關係，並雇用當地傭兵。在埃托利亞同盟的幫助下，在埃及當官的埃托利亞同盟前任統帥斯科帕斯回到家鄉雇傭傭兵，帶著6,000埃托利亞的重裝步兵來到王國首都。
安條克三世也開始為即將爆發的戰爭準備。在開始正式進軍前，小亞細亞的統治基礎並不穩定，若當塞琉古軍在與托勒密軍作戰時，當地的小小動亂都可以使賽琉古帝國失去小亞細亞的控制，安條克三世為了確保當地領土的安全，與馬其頓的腓力五世達成秘密協議，確保雙方不會干擾對方。這使得安條克三世可以專注於與埃及的戰爭。
在前202年，安條克三世趁著托勒密王國內部因爭奪攝政權的血腥衝突而陷入混亂之時，開始入侵柯里敘利亞，爆發第五次敘利亞戰爭。安條克就像是第四次敘利亞戰爭一樣，在初期就占領巴勒斯坦，直到在加薩這座戒備森嚴的城市前才讓安條克的攻勢受阻，但加薩終究落陷。此時安條克決定讓大軍返回敘利亞過冬，並分遣一些部隊在要地據守，準備在前200年合適的季節再繼續遠征。而托勒密王國在這安條克過冬期間展開反攻，由斯科帕斯率領下於冬季奪回加薩和大量失地，幾乎使先前塞琉古的戰果化為烏有，但安條克三世立即回軍與托勒密軍作戰，兩方在前200年夏季於戈蘭高地帕尼翁附近的小村莊展開會戰。

## 戰鬥
戰場附近地形相當複雜，中間有條小河形成的河谷穿過，分割成南北兩邊高地。北邊地勢為一緩坡但較為平坦，南邊山勢較為崎嶇且地勢不平。塞琉古與托勒密兩軍都分成兩半分別在南北邊戰鬥。安條克三世先在早上時派遣騎兵占領南北邊的山丘，使斯科帕斯一開始被迫在不利狀態下發起進攻。塞琉古全軍由安條克三世親自指揮，他在塞琉古軍北邊對抗托勒密北邊的斯科帕斯。斯科帕斯了解目前在地利上自己在不利地位，於是企圖奪取塞琉古軍南邊營地中的行囊和隨軍家屬，來造成塞琉古軍士氣驟降，若奪取塞琉古軍營地中的行囊未造成預期的效果，也可以從後方攻擊塞琉古軍來贏得勝利。對於本次戰役史料的記載不是很完善，甚至其中描述有些矛盾，波利比烏斯在記載此戰役時也充滿疑惑，若按照波利比烏斯所記載將會出現兩種不同的戰役排列、兩種不同的戰役勝利因素和兩次斯科帕斯撤退，故學者Bezalel Bar-Kochva認為這次因河流貫穿戰場中央而分為南北兩側戰鬥組成，兩邊的戰鬥似乎同時進行。以下為可能的戰役發生情形。

### 北邊的戰鬥

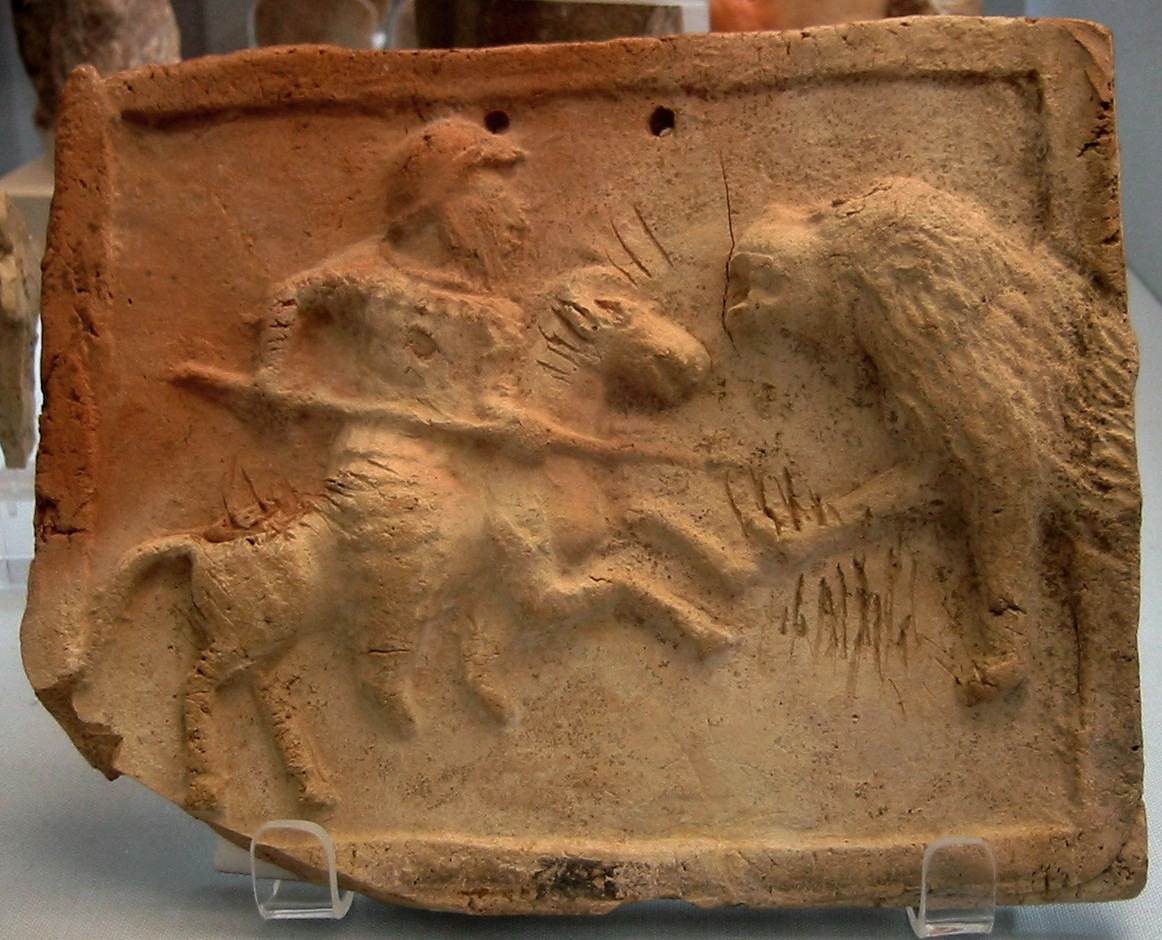
安息的鐵甲騎兵石雕，塞琉古的鐵甲騎兵可能與此類似。

安條克三世在北邊的部隊可能如此佈署，從右翼為夥友騎兵，中央組成馬其頓式方陣，在戰線前方安置戰象和輕裝部隊。最後在北邊山丘上的右翼還佈署一支鐵甲騎兵（Cataphract），由安條克三世的長子安條克率領。斯科帕斯統帥北邊的托勒密軍，中央是托勒密步兵方陣，左翼為埃托利亞騎兵，托勒密軍可能有一些戰象。
當兩軍戰列逐漸接近，雙方戰象開始互相戰鬥，塞琉古戰象在投射部隊和塔蘭托式騎兵的支援下擊退體型較小的托勒密非洲象。而先前在山丘上的鐵甲騎兵突擊托埃托利亞騎兵側翼，埃托利亞騎兵因此遭到擊敗潰散，接著鐵甲騎兵轉到托勒密步兵的後方，朝他們發起衝鋒，而塞琉古的戰象可能繼續潮托勒密戰敗的戰象和輕步兵追擊，使托勒密軍的步兵方陣全面崩壞。斯科帕斯看到鐵甲騎兵正在摧毀自方的戰線，了解到北邊的戰役已無勝利希望。連忙帶領剩餘部隊撤往南邊的戰場，期望可以挽救整場勝利。

### 南邊的戰鬥
塞琉古軍在南邊的部隊可能如此佈署，騎兵在左翼、步兵方陣於中央，而戰象佈署在後方。在托勒密軍方面，因先前斯科帕斯計畫在這邊擊敗南邊的塞琉古軍來奪取營地中的行囊，所以把全部的重裝步兵包括埃托利亞重裝步兵派到這邊，埃托利亞騎兵佈署在右翼。
兩軍開戰後托勒密軍較佔優勢，塞琉古軍漸漸不敵，在托勒密埃托利亞騎兵擊退左翼的塞琉古騎兵，並在騎兵支援下埃托利亞步兵突破塞琉古步兵方陣。然而塞琉古後方的戰象適時支援，抵擋住托勒密軍隊的進擊，更甚埃托利亞騎兵無法對抗戰象被迫撤退，而退卻的塞琉古軍重整旗鼓回頭擊退敵軍。似乎當從北方退卻的斯科帕斯橫越河谷，準備退到南邊時，看到自方部隊在南邊的戰鬥遭到擊敗。斯科帕斯明瞭這場戰役的勝利已無望，下令全面撤退。安條克三世獲得勝利。

## 戰後
戰後斯科帕斯糾集約10,000名殘兵，撤往北方的西頓，期望可以利用海軍船隻撤離。但安條克三世跟隨在後，並包圍整個城市，而托勒密海軍也無法到達西頓，最終斯科帕斯被迫向安條克三世投降。此戰後，柯里敘利亞牢牢掌握在安條克三世手中，結束托勒密王國對此地的控制。然而第五次敘利亞戰爭繼續持續下去。
在帕尼翁戰役後，安條克三世南進至加薩，並在前198年再度攻陷這座要塞。此時埃及門戶洞開，但安條克三世決定不去進攻埃及本土，因為在那還有一支托勒密軍隊，圍攻也可能曠日廢時。於是安條克三世在前197年轉為進攻托勒密在小亞細亞的領地和帝國在小亞細亞失地，一來這本就是安條克三世原先的計畫，二來可以重新修復塞琉古一世在位時的疆土。安條克三世在前196年入侵色雷斯，此時托勒密王國失去除了賽普勒斯以外的所有海外領地，並於前195年與安條克三世簽訂和約，並把女兒克麗奧佩脫拉一世嫁給托勒密五世，結束第五次敘利亞戰爭。